# أيزايا براون
أيزايا براون (بالإنجليزية: Isaiah Brown)‏ مواليد 7 يناير 1997 في بيتربرة، هو لاعب كرة قدم إنجليزي يلعب كلاعب وسط.

## مرحلة الشباب

### أندية لعب لها
- ليستر سيتي
- ويست بروميتش ألبيون

## المسيرة الاحترافية

### أندية لعب لها
- ويست بروميتش ألبيون
- تشيلسي

## روابط خارجية
- أيزايا براون على موقع الاتحاد الأوربي (الإنجليزية)
- أيزايا براون على موقع قاعدة بيانات كرة القدم.إي يو (الإنجليزية)
- أيزايا براون على موقع Soccerbase.com (لاعب) (الإنجليزية)
- أيزايا براون على موقع Soccerway.com (الإنجليزية)
- أيزايا براون على موقع عالم كرة القدم.نت (الإنجليزية)